# Base aérienne 120 Cazaux
La base Aérienne 120 « Commandant Marzac » est une base aérienne de l'Armée de l'air et de l'espace française située près de la ville de Cazaux, sur le territoire de la commune de La Teste-de-Buch dans le département de la Gironde (33).
Créée en septembre 1915, elle est, avec celles situées à Avord et à Istres, l'une des plus anciennes bases aériennes du territoire national encore en activité.

## Histoire
Cette histoire est variée, depuis les débuts opérationnels de l'instruction au tir, en 1915, à nos jours.

### De la création en 1915 à laSeconde Guerre mondiale
En 1913, le capitaine Ferdinand Marzac est chargé de trouver un site propice aux exercices de tir aérien à partir des aéronefs.
Le 4 janvier 1914, la municipalité de La Teste offre un vaste terrain. Les travaux d'aménagement débutent en avril 1914. Ils sont interrompus en août 1914, au début des hostilités.
L'usage des aéronefs est à l'époque encore cantonné à l'observation aérienne des mouvements des troupes opérant au sol. Le début de la Première Guerre mondiale ralentit le projet.
Les premières rencontres en vol, souvent fortuites, entre des appareils d'observation appartenant à des camps ennemis donnent lieu aux premiers échanges de tirs (pistolet, mousqueton) visant à "chasser" et à éliminer l'intrus. Rapidement, des appareils isolés ou en formation sont affectés à "la chasse".
Les besoins de formation aérienne au pilotage et surtout au tir depuis les avions deviennent éminents. En août 1915, le capitaine pilote Ferdinand Marzac reçoit de nouveau l'ordre de créer l'école des mitrailleurs aériens. Sous son commandement, la base aérienne ouvre le 1er septembre 1915. Elle porte alors le nom d'École de tir aérien de Cazaux. Les activités d'instruction débutent en octobre 1915.
La base sert alors au perfectionnement des premiers pilotes militaires en combat aérien.
Le 2 septembre 1916, une unité chargée de l'entraînement à la défense contre avion (DCA) s'installe sur le site, suivie en 1917 par une autre, chargée de l'instruction de la chasse contre les sous-marins.
La vocation de l'entraînement au tir est maintenue à Cazaux, conjointement avec la base aérienne 126 Solenzara en Corse.

### Depuis 1945
En 1949, elle devient le centre d'essais des missiles du Centre d'essais en vol de Brétigny-sur-Orge.
Durant l'été 1952, un tir de roquettes déclencha un vaste incendie qui mobilisa tous les pompiers de la région y compris ceux de Bordeaux. L'entretien des cibles devint alors une priorité. Les essais à cette époque concernaient l'armement classique : roquettes, canons, bombes et cibles remorquées. Puis arrivèrent les premiers cinéthéodolites vers 1954-1955, avec la première campagne de tirs de la section engins spéciaux.
Le 1er décembre 1964, l'Escadron de bombardement 2/91 Bretagne est créé pour s'intégrer au dispositif de la force de dissuasion des Forces aériennes stratégiques. Il met en œuvre l'avion Dassault Mirage IVA qui emporte l'arme nucléaire type AN 11 puis AN 22.
Le 1er mai 1986, le Mirage IVA est remplacé par le Mirage IVP équipé du missile de croisière ASMP.
L'Escadron de bombardement 2/91 "Bretagne" est dissous le 4 juillet 1996.

## Installations et équipements

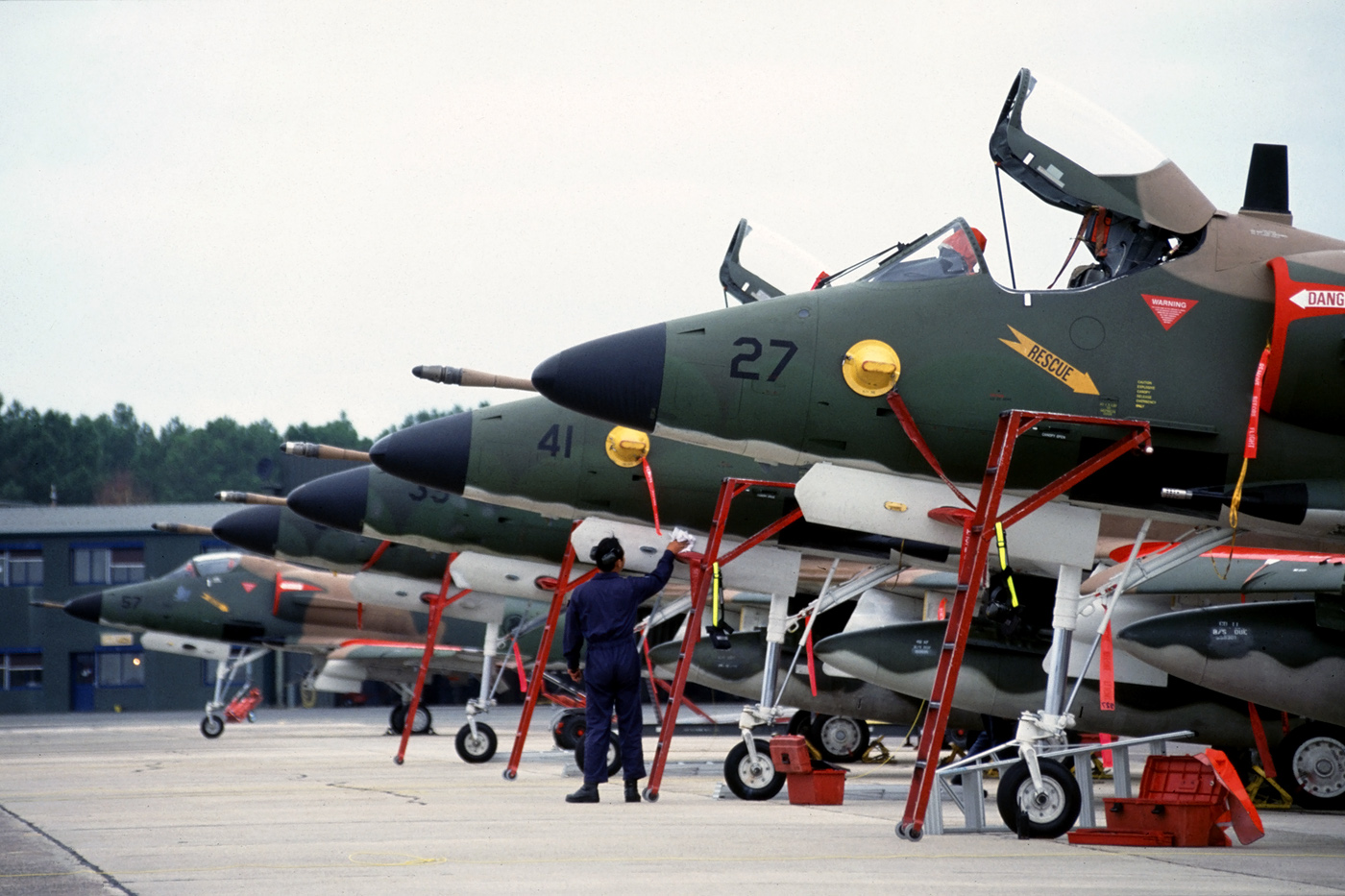
A-4SU Super Skyhawk du no 150 Squadron de l'armée de l'air singapourienne sur la base en 2000.

La base est principalement utilisée pour la formation et pour l'intégration des pilotes de chasse français et étrangers, pour l'entraînement au tir aérien et pour les essais de munitions. Elle est dotée d'une piste au standard OTAN de 2 400 m de longueur, avec les installations correspondantes.
L'école de chasse binationale franco-belge (Advanced Jet Training School ou AJeTS) est basée à Cazaux depuis 2004. Elle est chargée de former les futurs pilotes de chasse des deux nations sur avion Alphajet modernisé. Cette coopération a pris fin officiellement le 11 octobre 2018 au cours d'une cérémonie marquant la fin des activités de l'AJeTS, l'armée belge ayant pris la décision d’abandonner la filière française de formation de ses pilotes de chasse. En effet, depuis 2019, les pilotes de combat belges sont formés aux États-Unis dans une école installée à la Sheppard Air Force Base (Texas). 
La base forme également les futurs pompiers de l'air grâce à une aire à feu modernisée en 2005.
Depuis 1999, la base accueille le No 150 Squadron de la Force aérienne de la république de Singapour, équipé à l'origine de ST Aerospace A-4SU Super Skyhawk et depuis novembre de 2012 de Aermacchi M-346 au nombre de 12 depuis 2014 afin de former les pilotes singapouriens avant de les affecter en unité opérationnelle sur F-16 Fighting Falcon ou F-15 Eagle. Fin mars 2010, 120 pilotes singapouriens avaient été brevetés à Cazaux.
Environ 2 600 militaires et civils travaillent sur la base.

## Unités en 2015

### 8eescadrede chasse
Depuis le 25 août 2015, la base abrite la 8e escadre de chasse. 

Celle-ci est composée des unités suivantes :
- Escadron de transition opérationnelle 1/8 Saintonge sur Alphajet (mis en sommeil le 26 août 2020)
- Escadron de transition opérationnelle 2/8 Nice sur Alphajet
- Escadron d'entraînement 3/8 Côte d'Or sur Alphajet.
- Escadron de Soutien Technique Aéronautique 15.008 "Pilat", chargé de la mise en œuvre et la maintenance des Alpha Jet au profit des escadrons 1/8 "Saintonge", 2/8 "Nice" et 3/8 "Côte d'Or" et de l'école de Pilotage de l'Armée de l'Air "EPAA 20.300" de Salon-de-Provence.

### Autres unités
- L'Escadron d'hélicoptères 1/67 "Pyrénées" "EH" sur EC 725 Caracal. Unité forces spéciales depuis 2018, elle assure la SAR (sauvetage en mer et sur terre) en temps de paix et la CSAR en temps de guerre.
- Le Centre d'Expertise de l'Armement Embarqué (C.E.A.E. 00.331) qui depuis le 1er septembre 2009 remplace le Centre d'Expérimentation et d'Instruction au Tir Aérien (C.E.I.T.A.), qui forme chaque année 200 à 250 stagiaires français et étrangers[5].
- Le Groupe Instruction Sécurité des Vols (G.I.S.V.) de la Gendarmerie nationale depuis le 1er septembre 2010.
- Le Groupe d'Intervention NEDEx 23.565 (Neutralisation, Enlèvement, Destruction des Explosifs).
- Un site de la DGA Essai en Vol (anciennement C.E.V. de Cazaux).
- Le Centre de Formation des Techniciens de la Sécurité de l'Armée de l'Air (C.F.T.S.A.A.) 00/308.
- Le Centre de Formation à la Survie et au Sauvetage (CFSS anciennement dit [CF2S] ), qui forme les personnels navigants (PN) et/ou embarqués des trois armées dans le domaine de la survie opérationnelle SERE.
- Le CE SN NRBC (Centre d'Expertise SN Nucléaires, Radiologiques, Biologiques, Chimiques) qui s'occupe de l'entretien des matériels de décontamination, de la formation des personnels et à la rédaction de doctrines.
- No 150 Squadron de l'armée de l'air singapourienne.

## Commandants
- Colonel Jean-Paul Palomeros
- Colonel Gilles Desclaux
- Colonel Rémy Gatinois
- Colonel Philippe Steininger
- Colonel Bruno Duvert (septembre 2007-septembre 2009)
- Colonel Jean-Pascal Breton (8 septembre 2009-8 septembre 2011)
- Colonel Thierry Gouaichault (8 septembre 2011 - 9 septembre 2013)
- Colonel Laurent Thiébaut (9 septembre 2013 - 25 août 2015)
- Colonel Fabien Lefebvre (25 août 2015 - 4 septembre 2017)
- Colonel Pierre Wencker (4 septembre 2017 - 4 septembre 2019)
- Colonel Noël Farnault (4 septembre 2019 - 30 août 2021)
- Colonel Jérôme Fleith (30 août 2021 - 29 août 2023)
- Colonel Pierre Charrier (depuis le 29 août 2023)